# Salto de Agua, Chiapas
Salto de Agua är en kommunhuvudort i Mexiko.   Den ligger i kommunen Salto de Agua och delstaten Chiapas, i den sydöstra delen av landet, 700 km öster om huvudstaden Mexico City. Salto de Agua ligger 14 meter över havet och antalet invånare är 4 864.
Terrängen runt Salto de Agua är kuperad åt sydväst, men åt nordost är den platt. Runt Salto de Agua är det ganska glesbefolkat, med 38 invånare per kvadratkilometer. Salto de Agua är det största samhället i trakten. Trakten runt Salto de Agua består till största delen av jordbruksmark.